# Need for Speed: High Stakes
Need for Speed: High Stakes (с англ. — «Жажда скорости: Высокие ставки»; сокр. NFSHS, иногда NFS IV, в Европе известная как Need for Speed: Road Challenge) — компьютерная игра серии Need for Speed в жанре аркадных автогонок, изданная компанией Electronic Arts для игровой приставки PlayStation и PC-совместимых компьютеров под управлением Windows в 1999 году.
Игра основана на предыдущей части — Need for Speed III: Hot Pursuit, сосредотачиваясь на гоночных заездах на дорогих суперкарах и полицейских преследованиях. Помимо этого, в High Stakes впервые в серии появился режим «Карьера», при прохождении которого игрок зарабатывает деньги, которые тратит на покупку автомобилей, их ремонт и тюнинг. В игре заметно усовершенствовались режимы гонок и присутствуют различные нововведения, а также многопользовательский режим по сети на девять игроков.
Разработка Need for Speed: High Stakes началась после выпуска предыдущей игры серии. По сравнению с третьей частью значительно улучшилась графика, а управление автомобилями было переработано в сторону большей реалистичности. За PlayStation-версию была ответственна студия EA Canada, а за версию для ПК — EA Seattle, как и с предшественником. Аркада получила положительные отзывы от игровой прессы. Рецензенты высоко оценили игровой процесс, графику и музыку, но подвергли критике технические недочёты. Несмотря на признание прессы, игре не удалось повторить коммерческий успех предыдущей части серии. Версия для Microsoft Windows была удостоена награды «Гоночная игра года» по версии журнала Computer Gaming World.

## Игровой процесс
Need for Speed: High Stakes представляет собой аркадную гоночную игру, выполненную в трёхмерной графике. Игра основана на предыдущей части серии, Need for Speed III: Hot Pursuit, и потому имеет схожий геймплей и режимы. Тем не менее, по сравнению с предшественником, в High Stakes автомобили разделяются не на три, а на четыре класса: низший — «B», а высший — «AAA». Кроме того, при столкновениях автомобили, в отличие от предыдущих частей серии, повреждаются, что сказывается на их внешнем виде и технических характеристиках. Индикаторы повреждений показывают состояние кузова, двигателя, колёс и подвески. Всего в игре присутствуют два режима: «Аркада» и «Карьера». При прохождении обоих режимов открываются новые автомобили и трассы.
Режим «Аркада» аналогичен тому, что был в предыдущей игре серии. В нём возможна игра как одному игроку, так и двум с технологией разделённого экрана, а также по сети. В этом режиме представлены четыре вида гонок: «Одиночная гонка», «Погоня», «Выбывание» и «Турнир». В первом виде игрок может выбрать и настроить автомобиль и трассу, а также соперников и вспомогательные средства вождения. Игроку нужно первым пересечь финишную черту на последнем круге. В «Погоне», усовершенствованном в сравнении с Need for Speed III: Hot Pursuit, можно играть как за гонщика, так и за полицейского. На трассе могут находиться до пяти полицейских машин (при игре за полицию между ними можно переключаться), которые поедут за гонщиком, если он будет нарушать правила дорожного движения. Полиция может выставлять дорожные блоки, сбрасывать шипы и связываться с вертолётом, который отслеживает местоположение гонщиков на трассе. Представлено три варианта погони: «Классический», «Старт» и «Ограничение времени». В первом варианте нужно первым пересечь финишную черту и при этом не быть несколько раз (зависит от количества кругов) задержанным полицией при игре за гонщика, а при игре за полицию нужно задержать несколько раз каждого из гонщиков до того, как они пересекут финишную черту. В «Старте» нужно не быть задержанным полицией в течение определённого времени при игре за гонщика или задержать гонщика в течение этого времени при игре за полицию. В «Ограничении времени» нужно первым пересечь финишную черту и уложиться в заданное время, избегая полиции при игре за гонщика или не дать гонщикам добраться до финиша в заданное время при игре за полицию. В версии для приставки PlayStation варианты зависят от того, за кого ведётся игра. При игре за гонщика доступен только вариант «Классический», а при игре за полицейского — модифицированный «Ограничение времени», где нужно по отдельности поймать десять гонщиков за определённое время (количество времени зависит от уровня сложности), а за поимку каждого гонщика даётся дополнительное время. В «Выбывании» игрок может выбрать автомобиль и ограничение по его классу. Игроку нужно проехать поочерёдно восемь трасс и при этом не приехать в каждой из гонок последним, поскольку гонщики, занявшие последнее место, выбывают из соревнования. «Турнир» похож на «Выбывание», однако гонщики, занявшие последнее место в гонке, не выбывают. Игроку нужно за все гонки заработать больше очков, чем соперники, а количество полученных очков зависит от места, занятого в каждой гонке.
Режим «Карьера» впервые появился в High Stakes и отсутствовал в предыдущих частях. В нём представлены турниры, в каждом из которых содержится несколько кругов, состоящих из нескольких гонок. Круги могут включать в себя такие виды гонок, как «Турнир», «Выбывание» и «Высокие ставки». В последнем случае игрок соревнуется с одним соперником, и если выиграет в гонке, то получит его автомобиль, но если проиграть, то автомобиль заберёт соперник, а потому для участия в гонке в гараже должно находиться не менее двух автомобилей. Во время гонок, в отличие от режима «Аркада», невозможно сделать рестарт. При победе в кругах игрок награждается золотой, серебряной или бронзовой медалью при занятом первом, втором или третьем месте соответственно. Также, в зависимости от занятого места, игрок получает определённую сумму денег, которые тратятся на покупку автомобилей, их ремонт после столкновений и тюнинг, а также на участие в большинстве кругов. При победе во всех кругах каждого турнира даётся приз, который можно посмотреть в комнате призов. Тюнинг автомобилей представляет собой поочерёдную установку первого, второго и третьего пакета, содержащие новые детали двигателя, ходовой части и кузова, которые улучшают эксплуатационные показатели. Ненужный игроку автомобиль можно продать за половину его стоимости.

## Разработка и выход игры
Как и предыдущую часть серии, Need for Speed III: Hot Pursuit, Need for Speed: High Stakes разрабатывался студией EA Canada для приставки PlayStation и EA Seattle для персональных компьютеров под управлением Windows. Игра заимствует множество особенностей предшественника и схожий визуальный стиль, но в продолжении были значительно улучшены полицейские преследования, графика со спецэффектами и управление автомобилями были переработаны в сторону большего реализма, появились повреждения машин при столкновениях, которые как отображаются в виде помятого и потресканного кузова, так и влияют на поведение транспортного средства на дороге. Кроме того, разработчики реализовали новый карьерный режим, в котором нужно участвовать в турнирных соревнованиях, покупать и улучшать автомобили, выигрывать заезды и получать за это медали. Специально для этого режима был создан вид гонки «Высокие ставки», в котором проигравший отдаёт автомобиль победителю; благодаря этому виду гонки игра и получила название.
Как и в Need for Speed III: Hot Pursuit, в High Stakes присутствуют как лицензированные автомобили от известных мировых производителей, таких как Chevrolet, Porsche, Ferrari, так и не лицензированные. Об автомобилях можно прочитать информацию по техническим характеристикам, историческим сведениям или просмотреть слайды и панорамный вид салона. Как и в предшественнике, в Need for Speed: High Stakes невозможно гонять на автомобилях Ferrari и Mercedes-Benz в режиме «Погоня», что связано с проблемами получения лицензии на использование этих автомобилей в игре. В ходе создания разработчики увеличили число полигонов у каждого автомобиля, а также воссоздали полностью трёхмерные салоны с подсветкой приборной панели. Трассы были основаны на реальных странах мира, и у каждой из них присутствует своя презентация с озвучиванием особенностей её прохождения.
Need for Speed: High Stakes была анонсирована 11 декабря 1998 года. Представители Electronic Arts обещали в предстоящей игре ожидать развитие идей и улучшенный геймплей предшественника, а также поддержку обратной отдачи и аналогового контроллера на PlayStation. Выход Need for Speed: High Stakes состоялся в марте 1999 года на PlayStation и в июне того же года на ПК. Между версиями игры на этих двух платформах присутствуют некоторые различия в графической части, игровом процессе и наличии тех или иных автомобилей. Различные региональные версии игры отличаются названием и наличием эксклюзивных автомобилей. Помимо этого, для версии игры на персональные компьютеры также был выпущен загружаемый контент, включающий в себя новые автомобили.

## Музыка
Над музыкальным сопровождением Need for Speed: High Stakes работали композиторы Ром ди Приско, Саки Каскас, Junkie XL, Lunatic Calm, DJ Icey, Дайлэм Раймз и другие. Некоторые из них написали саундтреки к предыдущим частям серии Need for Speed. Композиции выполнены в жанрах электронная музыка, фанк и драм-н-бейс. В отличие от предыдущих частей серии, в High Stakes музыка не является интерактивной и отсутствует подразделение на жанры, а также появились композиции с вокалом. Тем не менее, как и в предшественниках, для меню и гонок была создана разная музыка. Кроме того, присутствует возможность выбрать мелодию, проигрываемую в меню и во время гонок. Также есть функция проигрывания музыки с внешнего носителя — компакт-диска.
12 апреля 1999 года был выпущен альбом Need for Speed: High Stakes — The Album, включающий в себя 14 музыкальных треков из игры, как и в случае с Need for Speed III: Hot Pursuit. В сентябре 2009 года также был выпущен коммерческий промо-альбом с саундтреком Need for Speed: High Stakes, не поступивший в продажи. Музыка из игры вошла в альбом The Music of EA Games Box Set, а также в обновление «Legends» для игры Need for Speed 2015 года.
| №                   | Название                | Музыка              | Длительность |
| ------------------- | ----------------------- | ------------------- | ------------ |
| 1.                  | «NFS High Stakes Intro» | Ром Ди Приско       | 1:13         |
| 2.                  | «Bulbulous Swirl»       | Саки Каскас         | 3:21         |
| 3.                  | «Def Beat»              | Junkie XL           | 3:23         |
| 4.                  | «Quantum Singularity»   | Ром Ди Приско       | 2:45         |
| 5.                  | «Clutch»                | DJ Icey             | 3:20         |
| 6.                  | «Roll The Dice»         | Lunatic Calm        | 3:22         |
| 7.                  | «Amorphous Being»       | Саки Каскас         | 3:37         |
| 8.                  | «Paradigm Shifter»      | Ром Ди Приско       | 3:52         |
| 9.                  | «Naked and Ashamed»     | Дайлэм Раймз        | 3:48         |
| 10.                 | «Electro Optik»         | Ром Ди Приско       | 3:14         |
| 11.                 | «Fight»                 | Junkie XL           | 3:33         |
| 12.                 | «Bring That Beat Back»  | Ром Ди Приско       | 4:19         |
| 13.                 | «War»                   | Junkie XL           | 2:52         |
| 14.                 | «Cygnus Rift»           | Ром Ди Приско       | 5:41         |
| Общая длительность: | Общая длительность:     | Общая длительность: | 48:20        |

## Оценки и мнения
| Сводный рейтинг       | Сводный рейтинг | Сводный рейтинг |
| Издание               | Оценка          | Оценка          |
| Издание               | PC              | PS              |
| --------------------- | --------------- | --------------- |
| GameRankings          | 83,08 %         | 84,38 %         |
| Metacritic            |                 | 86/100          |
| MobyRank              | 84/100          | 86/100          |
| Иноязычные издания    |                 |                 |
| Издание               | Оценка          | Оценка          |
| Издание               | PC              | PS              |
| AllGame               | [ 15 ]          | [ 16 ]          |
| CGW                   | 100/100         |                 |
| EGM                   |                 | 8,62/10         |
| Game Informer         |                 | 8,75/10         |
| GamePro               | [ 17 ]          | [ 12 ]          |
| GameRevolution        |                 | A-              |
| GameSpot              | 8,6/10          | 8,7/10          |
| IGN                   | 7,5/10          | 8,8/10          |
| OPM                   |                 | 4,5/5           |
| PC Gamer (US)         | 82/100          |                 |
| Русскоязычные издания |                 |                 |
| Издание               | Оценка          | Оценка          |
| Издание               | PC              | PS              |
| Absolute Games        | 85 %            |                 |
| «Игромания»           | 9,5/10          |                 |

Need for Speed: High Stakes получила положительные отзывы от критиков. На сайте Metacritic игра имеет среднюю оценку 86/100 в версии для PlayStation, а на GameRankings — 84,38 % для PlayStation и 83,08 % для PC. К достоинствам были отнесены режимы, реиграбельность и дизайн трасс, но критике подвергались технические недоработки и некоторые элементы геймплея. Несмотря на положительную реакцию прессы, игре не удалось повторить коммерческий успех предыдущей части серии. В мае 2000 года аркада занимала двадцатую строчку чарта продаж на ПК.
Большинство отзывов приходилось на версию игры для PlayStation. Дуглас Перри, критик сайта IGN, сказал, что «после ряда усовершенствований, High Stakes достиг нового уровня в серии», похвалив некоторые «великолепно сделанные» трассы, звуковые эффекты и большое количество турниров, а также такие нововведения, как повреждения и режим карьеры. Схожее мнение оставил Джефф Герстманн (GameSpot), который, ко всему прочему, отметил возможность поиграть за полицию, а также отнёс к плюсам многопользовательский режим и гоночные турниры. «Need for Speed: High Stakes является хорошим примером того, как сделать продолжение» — заявил рецензент. На Game Revolution главными плюсами игры были названы агрессивный компьютерный ИИ, детальная графика и повреждения автомобилей. Высоких оценок Need for Speed: High Stakes удостоилась на таких ресурсах, как GamePro, Electronic Gaming Monthly и Game Informer, на которых игра была названа обязательной к покупке. Сдержанный отзыв оставил обозреватель сайта AllGame, скрывшейся под ником The Jaded Critic. По его мнению, в Need for Speed: High Stakes недостаточно уделено внимания к физике, дизайну и многопользовательской игре. Кроме того, журналисты подвергли критике частые падения кадровой частоты.
Версия игры для ПК также была положительно воспринята, однако оценки были немного ниже, чем в версии для PlayStation. Винсент Лопес, критик IGN, похвалил простые и понятные настройки, высокое качество графики и разнообразие режимов, но сказал, что «в игре трудно найти различия с NFSIII, несмотря на некоторые новые привлекательные дополнения к формуле». Эллиот Чин, критик ресурса GameSpot, положительно отнёсся к игре и сказал, что High Stakes получился не хуже, чем Need for Speed III: Hot Pursuit, но не показал огромный скачок в плане графики и геймплея. Гленн Вигмор (AllGame) похвалил «замечательную графику с великолепными моделями автомобилей и эффектами», а также многочисленные режимы, но обратил внимание и на повторяющиеся гонки в карьере, а также на то, что через некоторое время геймплей становится скучнее. Вячеслав Голованов, рецензент российского сайта Absolute Games отметил, что изменения в High Stakes не столь значительны, по сравнению с предшественником, поскольку разработчики нашли идеальную игровую формулу, но в то же время внесли некоторые нововведения и улучшили игру за полицию: «Получается, что разработчики, слегка доработав хорошую игру, получили идеал, который всем понравится? Или нет?..»
Мнения о музыке из игры разделились, но в целом они были позитивные. Обозревая версию для PlayStation, рецензент GameSpot похвалил потрясающий звук, отметив, что «музыка идеально вписывается в игру», с этим мнением согласились и в IGN, где высоко оценили отличную музыку, которая, по словам обозревателя, «завораживает». Совершенно противоположное мнение оставили их коллеги, которые рецензировали версию для ПК. В GameSpot «раздражающий» саундтрек назвали слабой имитацией музыки Wipeout, в то время как на сайте IGN мелодии посчитали повторяющимися и однотипными, но высоких оценок удостоились звуковые эффекты. На российском сайте Absolute Games отметили, что музыка «в стиле техно-миксов превыше всяких похвал».
В июле 1999 года игра получила золотой статус по данным Verband der Unterhaltungssoftware Deutschland (VUD) за продажу более 100 000 копий в Германии, Австрии и Швейцарии. Версия для Windows выиграла в категории «Гонки» на CNET Gamecenter Awards 1999 и была удостоена награды «Гоночная игра года» на Premier Awards 2000 от Computer Gaming World. High Stakes заняла второе место в номинации «Гоночная игра года» на Computer Games Awards 2000 от Computer Games Strategy Plus, уступив первое Dirt Track Racing. На Best & Worst of 1999 от GameSpot игра была номинирована на звание «Автомобильной игры года», однако награда досталась NASCAR Racing 3. Аналогично игра заняла второе место в номинации «Лучшая автомобильная / гоночная игра» по версии PC PowerPlay, уступив Grand Theft Auto 2.